# Sóc chuột Swinhoe
Sóc chuột Swinhoe (danh pháp hai phần: Tamiops swinhoei) là một loài động vật thuộc chi Sóc chuột châu Á, họ Sóc chuột. Loài này có phân bố rộng, trải dài từ miền trung Trung Quốc về phía nam tới miền bắc Myanma và miền bắc Việt Nam (Smith & Xie 2008). Nó cũng có thể có ở Lào, nhưng vẫn chưa có ghi chép nào được xác nhận (Duckworth & Lunde 2004). Phạm vi phân bố của nó không chồng lấn đáng kể với phạm vi phân bố của T. mcclellandi, nhưng ở những nơi nào có chồng lấn thì ở đó có phân biệt theo cao độ (T. swinhoei: 2.500-3.000 m trên mực nước biển còn T. mcclellandi: 300–600 m trên mực nước biển) (Smith & Xie 2008). Loài này sinh sống ở cao độ trong khoảng từ 1.000 m (Duckworth & Lunde 2004) tới 3.900 m trên mực nước biển (Li et al. 2006).

## Phân loài[2]
- T. s. swinhoei
- T. s. olivaceus
- T. s. spencei
- T. s. vestitus